# Prilep (Dečani)
Pour les articles homonymes, voir Prilep (homonymie).
Prilep en albanais et Prilep en serbe latin (en serbe cyrillique : Прилеп) est une localité du Kosovo située dans la commune/municipalité de Deçan/Dečani, district de Gjakovë/Đakovica (Kosovo) ou de Pejë/Peć (Serbie). Selon le recensement kosovar de 2011, elle compte 2 165 habitants.

## Démographie

### Évolution historique de la population dans la localité
| 1948 | 1953 | 1961 | 1971  | 1981  | 1991  | 2011  |
| ---- | ---- | ---- | ----- | ----- | ----- | ----- |
| 755  | 840  | 981  | 1 261 | 1 473 | 1 670 | 2 165 |

|  |

### Répartition de la population par nationalités (2011)
En 2011, les Albanais représentaient 99,63 % de la population.